# Tytroca balnearia
Tytroca balnearia är en fjärilsart som beskrevs av William Lucas Distant 1898. Tytroca balnearia ingår i släktet Tytroca och familjen nattflyn. Inga underarter finns listade i Catalogue of Life.